# سنت-آن-دو-لاک، کبک
سنت-آن-دو-لاک (به فرانسوی: Sainte-Anne-du-Lac) شهری در منطقه شهری آنتوان-لابل ناحیه لورانتید در استان کبک کانادا است. در سرشماری سال ۲۰۱۱ این شهر ۵۸۱ نفر جمعیت داشته‌است و مساحت آن ۳۴۵٫۲۸ کیلومتر مربع است.